# Aseraggodes jenny
Az Aseraggodes jenny a csontos halak (Osteichthyes) főosztályának a sugarasúszójú halak (Actinopterygii) osztályába, ezen belül a lepényhalalakúak (Pleuronectiformes) rendjébe és a nyelvhalfélék (Soleidae) családjába tartozó faj.

## Előfordulása
Az Aseraggodes jenny elterjedési területe az Indiai-óceán, Mauritius környékén.

## Megjelenése
Ez a halfaj legfeljebb 5,6 centiméter hosszú. A hal színe világosbarna, több kisebb, és két nagyobb sötétbarna folttal. Oldalvonalán 77 pikkely ül. 34 csigolyája van. Farokúszója rövid. Az utolsó hátúszó és a hasúszó, a faroknál fedik egymást.

## Életmódja
Az Aseraggodes jenny tengeri, fenéklakó, trópusi halfaj. 8-15 méteres mélységben tartózkodik.